# Морелос (муниципалитет)
Морелос (исп. Morelos) — муниципалитет в Мексике, входит в штат Сакатекас. Население 10 543 человека.

## История
Город основан в 1871 году .